# トレイン (音)

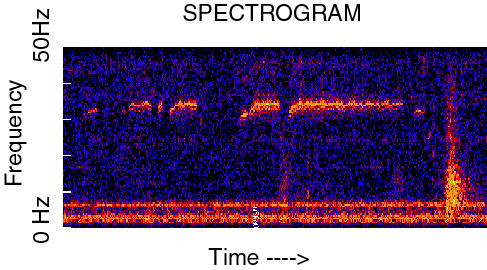
トレインのスペクトログラム

トレイン（Train）とは、海中で観測された発生原因不明の低周波の音波のパターンに付けられた、音の名称である。

## 概要
トレインが、アメリカ海洋大気庁によって録音されたのは、1997年3月5日のことである。SOSUS（水中マイク）によって拾われた音。この音は、だいたい周波数が一定（だいたい音高が一定）であるという特徴を持つ。この音の発生原因の仮説の一つとして漂流中の氷山が海底でキールを引き起こしたことによる摩擦音という仮説がある
。

## 海洋の発生原因不明の音
海洋においては、トレイン以外にも発生原因不明の音が観測されている。例えば、アプスウィープ、ホイッスル、スローダウン、ブループ、ユリアといった音が挙げられる。